# غونار كارلسون
غونار كارلسون هو رياضياتي سويدي، ولد في 22 أغسطس 1952 في ستوكهولم في السويد.